# Teuvo Puro

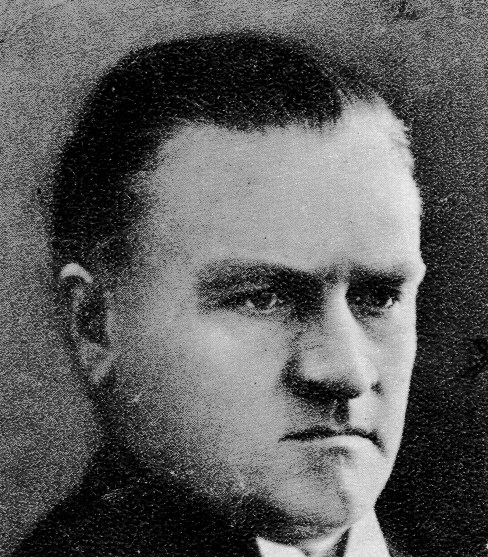
Teuvo Puro.

Kaarlo Teuvo Puro (Bäckman fram till 1904), född 9 november 1884 i Helsingfors, död 24 juli 1956 i Helsingfors, var en finländsk skådespelare, filmregissör och manusförfattare. Han var en av grundarna av Suomi-Filmi.
Puro inledde sin skådespelarkarriär 1904 och verkade i både Tammerfors och Helsingfors. Vid nationalteatern verkade han åren 1906–1923, 1925–1930 och 1931–1954. Han blev teaterns verkställande direktör 1942. Han filmdebuterade 1907 i Salaviinanpolttajat och medverkade därefter i tio filmer fram till 1948. I december 1919 var Puro med om att grunda Suomi-Filmi tillsammans med bland andra Erkki Karu. Han lämnade dock företaget redan 1923 och verkade tillsammans med Karl Fager och Kurt Jäger vid Komedia-Filmi 1926–1927. 1948 tilldelades han teaterförbundets hederstitel.

## Filmografi[2]

### Skådespelare
- Salaviinanpolttajat, 1907
- Hyökyaaltoja, 1911
- Anna-Liisa, 1911
- Sylvi, 1913
- Ollin oppivuodet, 1920
- Se parhaiten nauraa, joka viimeksi nauraa, 1921
- Elinan suram, 1938
- Vänrikki Stoolin tarinat, 1939
- Simo Hurtta, 1940
- Suopursu kukkii, 1947
- Neljästoista vieras, 1948

### Regissör
- Salaviinanpolttajat, 1907
- Hyökyaaltoja, 1911
- Sylvi, 1911
- Ollin oppivuodet, 1920
- Se parhaiten nauraa, joka viimeksi nauraa, 1921
- Kihlaus, 1922
- Anna-Liisa, 1922
- Inför havets anlete, 1926
- Noidat kirot, 1927
- Vaihdokas, 1927

## Utmärkelser
- Riddartecknet av I klass av Finlands Vita Ros’ orden[3]
- Kommendörstecknet av Finlands Lejons orden[4]

[Redigera Wikidata]